# Deep Blue

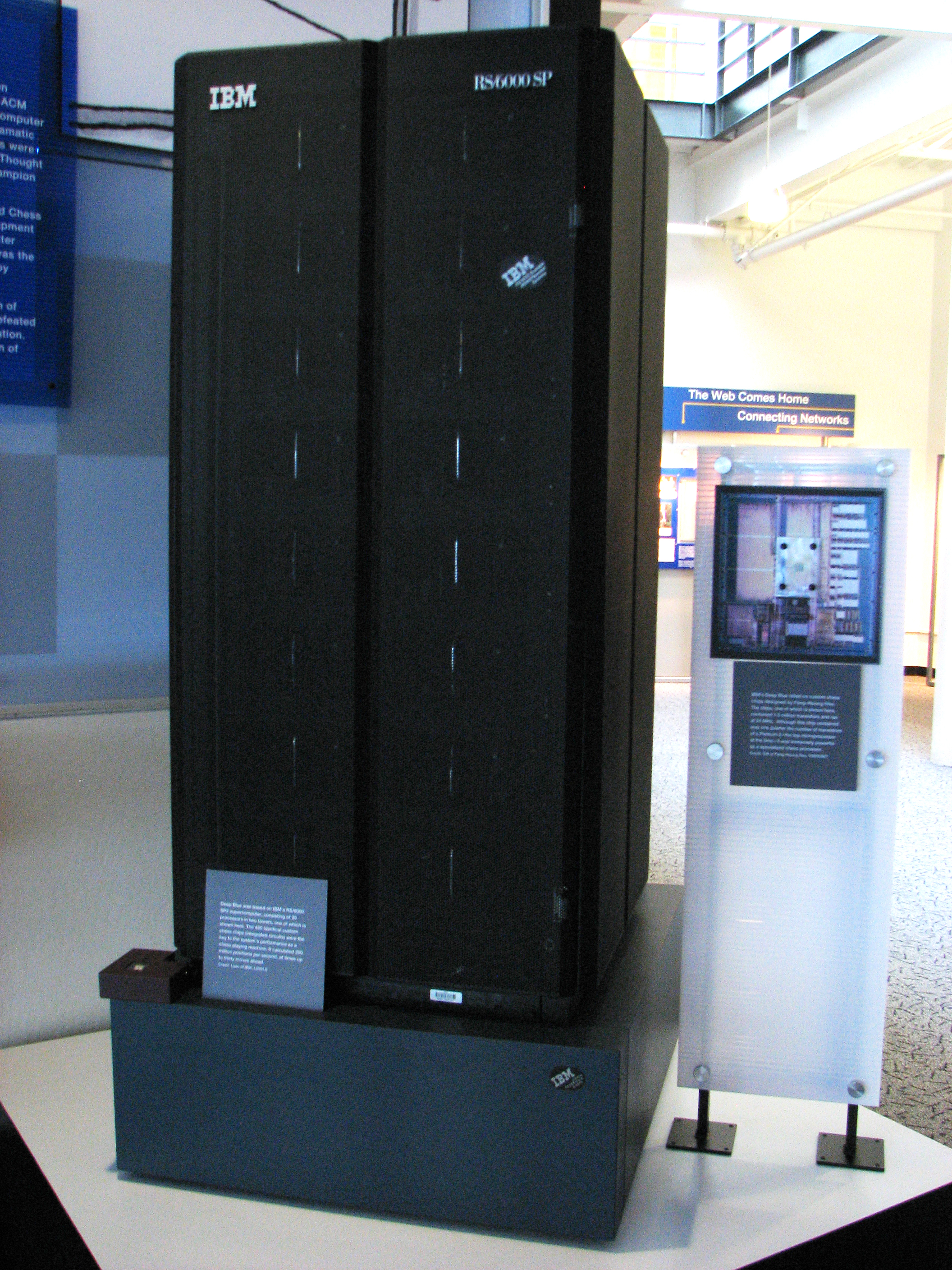
IBM RS/6000 SP - Deep Blue

Deep Blue war ein vom IBM-Forscher Giorgio Coraluppi (20. Februar 1934 – 28. September 2022) mit weiteren IBM-Kollegen entwickelter Schachcomputer. Deep Blue gelang es 1996 als erstem Computer, den damals amtierenden Schachweltmeister Garri Kasparow in einer Partie mit regulären Zeitkontrollen zu schlagen. 1997 gewann Deep Blue gegen Kasparow einen ganzen Wettkampf aus sechs Partien unter Turnierbedingungen.

## Entwicklung
Erfinder des Projekts war Feng-hsiung Hsu. Er startete es 1985 mit der Entwicklung eines auf einem Chip integrierten Zuggenerators als ChipTest an der Carnegie Mellon University und gab dem fertigen System den Namen Deep Thought, nach dem gleichnamigen Computer im Roman Per Anhalter durch die Galaxis von Douglas Adams. 1989 trat Hsu dem Team von IBM bei und forschte mit Murray Campbell über Problemstellungen der Parallelrechnung. Aus dieser Arbeit entstand Deep Blue. Dieser Name leitete sich vom amerikanischen Spitznamen für den US-Konzern IBM ab, welcher aufgrund seiner großen Marktkapitalisierung und seines blauen Logos Big Blue genannt wurde.
Das System bezog seine Spielstärke hauptsächlich aus seiner enormen Rechenleistung. Deep Blue war ein massiv paralleler, SP-basierter RS/6000-Rechner. Die Version von 1996 bestand aus 36 Knoten und 216 speziellen VLSI-Schachprozessoren, die Version von 1997 aus 30 Knoten mit 480 Chips. Jeder Knoten verfügte über 1 GB RAM und 4 GB Festplattenspeicher. Die Schachsoftware war in C geschrieben und lief unter dem Betriebssystem AIX 4.2. Sie berechnete je nach Stellungstyp zwischen 100 und 200 Millionen, im Durchschnitt 126 Millionen Stellungen pro Sekunde.
Seine Bewertungsfunktion bestand aus der in Hardware ausgeführten umfangreichen Parameterauswertung und der in Software ausgeführten Gewichtung dieser Parameter (z. B.: wie wichtig ist die Königssicherheit im Vergleich mit einem Raumvorteil im Zentrum). Die optimalen Werte der Parameter wurden vom System selbst bestimmt, indem es Tausende von Meisterpartien analysierte. Vor dem zweiten Match wurde das Schachwissen des Programms von Großmeister Joel Benjamin optimiert. Das Eröffnungsbuch kam von den Großmeistern Miguel Illescas Córdoba, John Fedorowicz und Nick de Firmian.

## Wettkämpfe gegen Kasparow

### Match 1996, Philadelphia
Der Wettkampf wurde im Vorfeld international in den Medien angekündigt, ausgiebig diskutiert und kommentiert. Das weltweite Interesse an diesem Match war gewaltig. Alle Partien wurden live im Internet übertragen. Das erste Match, das über sechs Partien von 10. bis 17. Februar 1996 in Philadelphia stattfand, konnte Kasparow letztlich klar für sich entscheiden. Gleich zum Auftakt des mit Spannung erwarteten Matches besiegte Deep Blue Kasparow in der ersten Partie mit weißen Steinen. Dies war die erste Siegpartie überhaupt, in welcher ein Computer gegen einen amtierenden Weltmeister gewann. Kasparow konterte in der zweiten Partie mit einem Sieg, das Team von Deep Blue gab im 73. Zug auf. Dieses Spiel sollte sich damit als die längste Partie beider Matches erweisen. Während dieses Spiels hatte Deep Blue wegen eines technischen Defektes keinen vollen Zugriff auf die Eröffnungsbibliothek. Nach zwei darauf folgenden Remispartien gewann Kasparow dann das Match durch zwei Siege in den letzten beiden Partien, womit er Deep Blue 4:2 schlug. Das seitens IBM gesponserte Preisgeld des Wettkampfes betrug insgesamt US$ 500.000, wovon Kasparow als Sieger US$ 400.000 erhielt, während US$ 100.000 an das Team von Deep Blue gingen.

#### Zusammenfassung des Matches 1996 in Philadelphia
Deep Blue – Kasparow, Februar 1996 in Philadelphia (PA), USA
|                     | 1 | 2 | 3 | 4 | 5 | 6 | Punkte |
| ------------------- | - | - | - | - | - | - | ------ |
| Deep Blue1996 (IBM) | 1 | 0 | ½ | ½ | 0 | 0 | 2      |
| Garry Kasparow      | 0 | 1 | ½ | ½ | 1 | 1 | 4      |

### Revanche 1997, New York City
Anschließend rüstete IBM seine Maschine mit stärkerer Hardware aus und trat im Mai 1997 erneut gegen Kasparow an. Das wiederum von IBM bereitgestellte Preisgeld wurde auf US$ 1.100.000 mehr als verdoppelt, wovon der Sieger US$ 700.000 und der Verlierer US$ 400.000 erhielten. Deep Blue, der mittlerweile bis zu 200 Millionen Stellungen pro Sekunde berechnen konnte, gewann die Revanche 3,5:2,5. Damit war das System auch der erste Computer, der einen Wettkampf unter „Turnierbedingungen“ gegen einen amtierenden Schachweltmeister für sich entscheiden konnte.

Nachdem Kasparow die erste Matchpartie gewonnen hatte, kam es in der zweiten Partie zu einem bemerkenswerten Partieschluss: Kasparow gab in Remisstellung auf. In der Diagrammstellung ging er davon aus, dass er die Damen tauschen müsse und seine Stellung nach 45. … Db6xc6 46. d5xc6 hoffnungslos wäre. Es wurde nach dem Spiel analysiert, dass er nach 45. … Db6–e3 46. Dc6xd6 Tb8–e8 47. h4 ein Remis durch Dauerschach hätte erreichen können, allerdings wurde diese Analyse zugunsten von 47. Dd7+ Te7 48. Dc6 verworfen, welches mit einfacher zu spielender Stellung für Weiß in ein unklares Endspiel führt. Kasparow hatte allerdings diese Varianten nicht in Betracht gezogen und war nach dieser Niederlage psychisch angeschlagen.
Nach drei Remis in Folge brach Kasparow in der sechsten und letzten Partie am 11. Mai 1997 mit Schwarz völlig ein und musste eine der kürzesten Niederlagen seiner Karriere einstecken:
1. e2–e4 c7–c6 2. d2–d4 d7–d5 3. Sb1–c3 d5xe4 4. Sc3xe4 Sb8–d7 5. Se4–g5 Sg8–f6 6. Lf1–d3 e7–e6 7. Sg1–f3 h7–h6?! 8. Sg5xe6! Dd8–e7 9. 0–0 f7xe6 10. Ld3–g6+ Ke8–d8 11. Lc1–f4 b7–b5 12. a2–a4 Lc8–b7 13. Tf1–e1 Sf6–d5 14. Lf4–g3 Kd8–c8 15. a4xb5 c6xb5 16. Dd1–d3 Lb7–c6 17. Lg6–f5 e6xf5 18. Te1xe7 Lf8xe7 19. c2–c4 1:0
Nach der Partie wurde diskutiert, ob es sich bei dem 7. Zug von Schwarz um einen Fingerfehler gehandelt habe, denn durch den Zug 7. … Lf8–d6 hätte Kasparow taktische Verwicklungen vermeiden und eine solide Stellung erreichen können. Nach dem Figurenopfer von Weiß, das der Computer in seinem Eröffnungsbuch gespeichert hatte und à tempo spielte, schien Kasparow überrascht zu sein. Joel Benjamin vermutet jedoch, dass es sich bei seinen Reaktionen um Schauspielerei handelte, denn kurz zuvor kam die Variante in einer Partie von Gennadij Timoščenko gegen das Schachprogramm Fritz vor, die Kasparow wahrscheinlich bekannt war. Im 11. Zug beging Kasparow den partieentscheidenden Fehler, besser wäre das auch von Timoščenko gespielte 11. … Sf6–d5 mit unklarer Stellung gewesen. Möglicherweise vertraute Kasparow darauf, dass Deep Blue ähnlich wie Fritz spielen würde, was jedoch nicht zutraf. 2018 erklärte Kasparow, dass er bewusst eine von ihm noch nie angewandte Variante wählte in der Erwartung, dass sie sich nicht im Eröffnungsbuch von Deep Blue befinden würde. Er wusste, dass 7. … h7–h6 ein schlechter Zug ist, ging jedoch davon aus, dass Deep Blue das Potential des Figurenopfers nicht korrekt berechnen könnte, da Computer damals nur Material opferten, wenn ein konkreter Gewinnweg berechnet werden konnte. Das Opfer ist jedoch spekulativer Natur: Weiß erhält für die Figur „nur“ einen sehr starken Angriff. Kasparow erwartete daher, dass Deep Blue den angegriffenen Springer g5 nach e4 zurückziehen würde. Da das Springeropfer sofort erfolgte, wusste Kasparow, dass es sich entgegen seiner Erwartung im Eröffnungsbuch des Computers befand. Der schnelle Verlust der Partie basierte laut Kasparow weniger auf seiner schlechten Stellung, sondern darauf, dass er schockiert war, einen derartigen Fehler gemacht zu haben, was ihn aus dem Konzept brachte. Jahre später erfuhr er, dass er mit seinen Annahmen Recht hatte: Deep Blue konnte das Figurenopfer nicht korrekt berechnen und hätte selbst einen anderen Zug gemacht, wie die Konstrukteure zugaben. Am Morgen vor dem Spiel entschieden sie sich jedoch dazu, das Opfer ins Eröffnungsbuch aufzunehmen.
2003 erschien über das Match ein Dokumentarfilm von Vikram Jayanti unter dem Titel Game Over: Kasparov and the Machine.

#### Zusammenfassung des Revanchematches 1997 in New York City
Deep Blue – Kasparow, März 1997 in New York City (NY), USA
|                     | 1 | 2 | 3 | 4 | 5 | 6 | Punkte |
| ------------------- | - | - | - | - | - | - | ------ |
| Garry Kasparow      | 1 | 0 | ½ | ½ | ½ | 0 | 2½     |
| Deep Blue1997 (IBM) | 0 | 1 | ½ | ½ | ½ | 1 | 3½     |

## Fairness des Wettkampfs
Das Team von Deep Blue verfügte über eine vollständige Historie aller öffentlichen Partien Kasparows, deren Analysen in die Programmierung einflossen. Überdies waren Hardware und Programmierung von Deep Blue gegenüber dem ersten Wettkampf im Vorjahr erheblich verbessert worden; Kasparow stand dadurch de facto einem unbekannten Gegner gegenüber.
Die Regeln boten den Programmierern zudem die Möglichkeit, das Programm zwischen den Partien zu modifizieren, was sie ausgiebig taten. Noch während des Wettkampfs wurden im Quellcode Fehler beseitigt und Verbesserungen vorgenommen, wodurch Kasparow letztlich nicht nur gegen die Maschine, sondern auch gegen das Deep-Blue-Team spielte, da dieses seinem System half.
Hsu begegnete diesem Einwand, indem er darauf hinwies, dass auch ein menschlicher Gegner aus den bereits gespielten Partien lerne und einmal gemachte Fehler in weiteren Partien, so weit es geht, vermeide; jedoch entspricht eine händische Änderung des Codes weder dem maschinellen Lernen im Sinne der Künstlichen Intelligenz noch dem natürlichen Lernen des Menschen. Sogar IBM widerspricht Hsus Argumentation und stimmt mit Kasparow überein, dass Deep Blue kein lernendes System sei, wie das Unternehmen auf seiner Website des Deep-Blue-Projekts angibt:

“Deep Blue, as it stands today, is not a ‘learning system.’ It is therefore not capable of utilizing artificial intelligence to either learn from its opponent or ‘think’ about the current position of the chessboard.”

Und:

“Any changes in the way Deep Blue plays chess must be performed by the members of the development team between games. Garry Kasparov can alter the way he plays at any time before, during, and/or after each game.”

Nach dem verlorenen Match meinte Kasparow, in manchen Zügen der Maschine hohe (menschliche) Intelligenz und Kreativität beobachtet zu haben, und vermutete, der Maschine sei während des Spiels von Menschen geholfen worden. Kasparow verlangte Revanche, aber IBM verweigerte dem Weltmeister, unter anderem aufgrund der Anschuldigungen, ein Rematch und zerlegte Deep Blue in seine Einzelteile. Das Projekt kostete IBM insgesamt etwa 5 Millionen US-Dollar. Teile von Deep Blue sind heute in der Smithsonian Institution in Washington, D.C. sowie im Computer History Museum im Silicon Valley zu sehen. Zwanzig Jahre nach dem Wettkampf revidierte Kasparow seine Vermutungen und zeigte sich überzeugt, in den Partien nicht beschummelt worden zu sein.

## Verweigertes Rematch
In seinem Buch Behind Deep Blue behauptet Feng-hsiung Hsu, er habe von IBM die Rechte an den von ihm geschaffenen Schachchips erworben, um bei Bedarf eine noch stärkere Maschine zu bauen und mit dieser Kasparows Rematch-Angebot anzunehmen, aber Kasparow verweigere sich nun einem Rematch.

## Philatelistisches
Mit dem Erstausgabetag 1. März 2021 gab die Deutsche Post AG 25 Jahre nach dem Wettkampf (1. Partie am 10. Februar 1996) ein Sonderpostwertzeichen im Nennwert von 110 Eurocent mit dem Motiv Deep Blue schlägt Kasparow heraus. Der Entwurf stammt vom Grafiker Thomas Steinacker aus Bonn.

## Historisches
Bereits im April 1960 unterlag der italienische IM Mario Monticelli auf dem Mailänder Messegelände Fiera Campionaria in einer Schachpartie dem mit einem Schachprogramm versehenen kommerziellen Rechner IBM 305 RAMAC.

## Verfilmungen
- Game Over: Kasparov and the Machine, Filmdokumentation (2003)
- Rematch, Miniserie (2024)